# Ładnie
Grupa Ładnie – nieformalna grupa artystyczna, założona w Krakowie w 1996 roku i działająca do ok. 2001.

## Historia grupy
Artyści spotkali się na zajęciach rysunkowych prowadzonych przez Marka Firka. Józef Tomczyk pracował tam jako model. Rafał Bujnowski, Marcin Maciejowski i Wilhelm Sasnal początkowo byli studentami architektury, ale postanowili przenieść się na ASP w Krakowie, gdzie uformowała się ostatecznie grupa. 
Według jednej z wersji pochodzenia nazwy grupy, miała ona wziąć się z powiedzenia Stanisława Batrucha, profesora ASP, który, nie wiedząc, w jaki sposób ocenić prace Bujnowskiego, komentował je No ładnie, ładnie.... Według innej wersji nazwa miała pochodzić z jednej z akcji artystycznych w Andrychowie, gdzie po raz pierwszy pojawiło się określenie ładnie. 
Jedną z cech charakterystycznych Ładnie był ironiczny stosunek do promowanego w Polsce w latach 90. XX wieku "zachodniego", konsumpcyjnego stylu życia. Grupa wydawała "Słynne Pismo we Wtorek". Członkowie grupy spotykali się w klubie Roentgen znajdującym się na pl. Szczepańskim. Pod koniec 2000 roku, podczas jednego z wydarzeń w klubie Miasto Krakoff, Tomczyk ogłosił zakończenie działalności grupy. Później na krótko reaktywowana, wzięła udział jeszcze w trzech oficjalnych wystawach w 2002 roku.

## Członkowie grupy
- Marek Firek (ur. 1958)
- Józef Tomczyk ps. Kurosawa (ur. 1941, zm. 2006)
- Rafał Bujnowski (ur. 1974)
- Marcin Maciejowski (ur. 1974)
- Wilhelm Sasnal (ur. 1972)